# SDSS J103842.59+484917.7
SDSS J103842.59+484917.7 è un ammasso di galassie situato nella costellazione dell'Orsa Maggiore alla distanza di circa 4,6 miliardi di anni luce.

L'ammasso è formato da due sottoammassi di galassie che si muovono l'uno in direzione dell'altro alla velocità di circa 1350 km/s.
L'immagine ripresa dal Telescopio spaziale Hubble mostra che tutto il quadro simula un volto sorridente che ricorda quello dello Stregatto (il "Gatto del Cheshire") nel romanzo Le avventure di Alice nel Paese delle Meraviglie di Lewis Carroll. Infatti i due occhi sono in realtà le due galassie ellittiche più brillanti dei rispettivi sottoammassi, mentre il naso è un'altra galassia più piccola. Gli archi periferici che delimitano il volto e quello che costituisce la bocca sorridente del gatto, sono in realtà galassie remote molto più distanti dell'ammasso le cui immagini sono state amplificate e distorte dall'effetto di lente gravitazionale indotto da SDSS J103842.59+484917.7 sullo spazio retrostante.
Un'altra particolarità, emersa grazie alle immagini fornite dal telescopio spaziale Chandra nella banda dei raggi X, è che la collisione dei due sottoammassi sta scaldando il gas presente nello spazio intergalattico a temperature di svariati milioni di gradi. Inoltre l'occhio sinistro è formato da una delle galassie ellittiche dove risiede al centro un buco nero supermassiccio particolarmente attivo.

Il processo di collisione delle componenti dell'ammasso dovrebbe concludersi nell'arco di circa un miliardo di anni con la costituzione di una galassia ellittica gigante contornata da galassie più piccole che, nel tempo, a loro volto saranno inglobate. Al termine resterà quello che è definito un gruppo di galassie fossile. Un esempio, a noi più vicino, è NGC 6482 nella costellazione di Ercole a circa 180 milioni di anni luce dalla Terra.

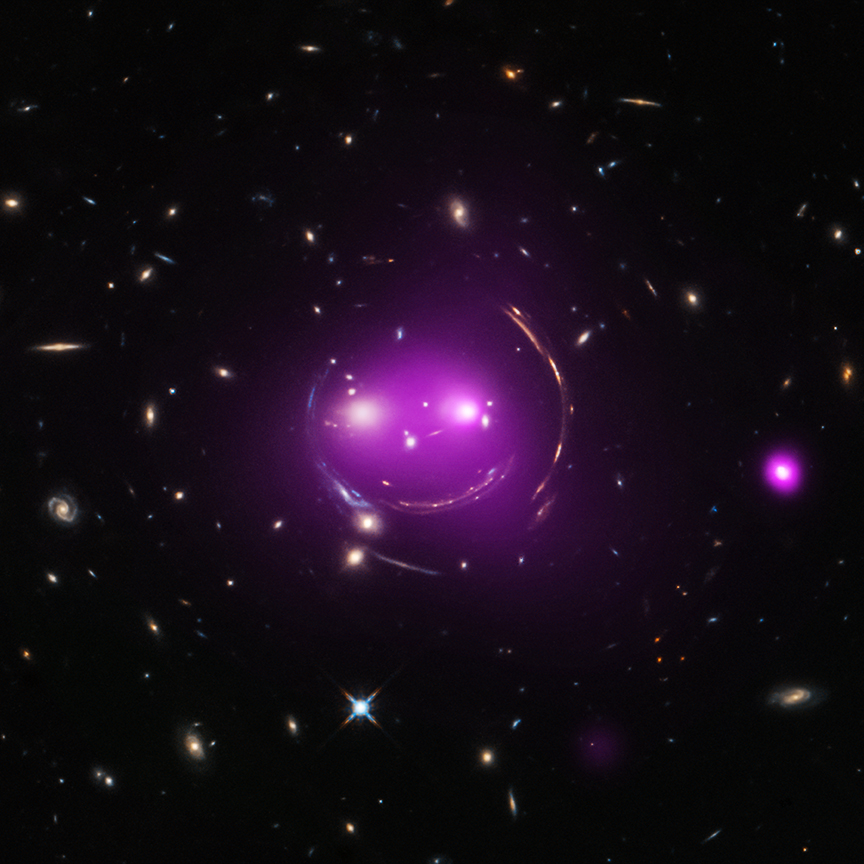
Immagine composita dell'ammasso SDSS J103842.59+484917.7 e del Gatto del Cheshire (Telescopi spaziali Chandra e Hubble).